# Ordinální číslo
Ordinální číslo (též ordinál) je zásadní pojem v axiomatické teorii množin, který umožňuje zkoumat dobře uspořádané množiny, provádět transfinitní indukci a rekurzi, zavést pojem kardinalita aj. Tento pojem zobecněním myšlenky pořadí prvku v uspořádané množině, jež je v přirozeném jazyce vyjádřena řadovou číslovkou jako „první“ či „pátý“, i „za nekončeno“, odtud pojem „transfinitní“. 
- Například ordinál {\displaystyle \omega +\omega +3} znamená „dvakrát do nekonečna a pak ještě třikrát“. Toto je exaktní pojem, jehož ilustrací je např. Von Neumannova hierarchie množin, která vychází z prázdné množiny {\displaystyle \emptyset } a opakovaně  na ni aplikuje operaci potence, tj. {\displaystyle P(x)}. A to nejen do nekonečna, ale i za ně, tj. transfinitně - pomocí transfinitní rekurze. Pro každý ordinál {\displaystyle \alpha } je takto definována množina {\displaystyle V_{\alpha }}, jejíž mohutnost s {\displaystyle \alpha } neustále roste, jak plyne z Cantorovy věty. Je tedy {\displaystyle V_{0}=\emptyset ,V_{1}=P(\emptyset ),V_{2}=P(V_{1})=P(P(\emptyset )),V_{3}=P(P(P(\emptyset )))} atd. Aby bylo možno pokračovat i za nekonečno, {\displaystyle V_{\omega }} se definuje jako sjednocení všech menších {\displaystyle V_{\alpha }}. Pak {\displaystyle V_{\omega +1}=P(V_{\omega }),V_{\omega +2}=P(P(V_{\omega }))} atd. Poté se opět použije sjednocení: {\displaystyle V_{\omega \times 2}=\bigcup _{\alpha <\omega \times 2}V_{\alpha }}. Dále platí např. {\displaystyle V_{\omega \times 2+3}=P(P(P(V_{\omega \times 2})))}. Ordinál {\displaystyle \omega \times 2+3} tedy nese exaktní význam, který lze volně popsat „dvakrát do nekonečna a pak ještě třikrát.“

Kolekce všech ordinálů je značena {\displaystyle O_{n}} (z anglického „ordinal number“); není to množina, nýbrž vlastní třída, protože je, volně řečeno, větší než sebevětší nekonečná množina.
Každý ordinál je dobře uspořádaná množina a každá dobře uspořádaná množina je izomorfní s právě jedním ordinálem. Proto jsou ordinály nazývány „typy dobrého uspořádání“: každý z nich demonstruje (až na izomorfismus) určitou možnost, jak lze dobře uspořádat množinu určité mohutnosti.

## Matematická definice
Množina a je ordinální číslo (jinak také ordinál), pokud je ostře dobře uspořádaná vzhledem k relaci „býti prvkem“ a je tranzitivní (každý prvek každého jejího prvku je zároveň i její podmnožinou):

{\displaystyle (\forall c)(c\in b\in a\implies c\subseteq a)}

### Vysvětlení a příklady
Prázdná množina {\displaystyle \emptyset } je rozhodně ordinál – je dobře uspořádaná a každý její prvek (žádné totiž nemá) je i její podmnožinou. V dalším textu ji budeme (ne náhodou) označovat jako 0. Množina {\displaystyle 1=\{\emptyset \}} je rovněž ordinál.
Každý si může sám snadno vyzkoušet, že i následující množiny jsou ordinály:
{\displaystyle 2=1\cup \{1\}=\{0,1\}=\{\emptyset ,\{\emptyset \}\}}
{\displaystyle 3=2\cup \{2\}=\{0,1,2\}=\{\emptyset ,\{\emptyset \},\{\emptyset ,\{\emptyset \}\}\}}
{\displaystyle 4=3\cup \{3\}=\{0,1,2,3\}=\{\emptyset ,\{\emptyset \},\{\emptyset ,\{\emptyset \}\},\{\emptyset ,\{\emptyset \},\{\emptyset ,\{\emptyset \}\}\}\}}
Naproti tomu množina {\displaystyle \{\{\{\{\emptyset \}\}\}\}\,\!} není ordinál – prvek {\displaystyle \emptyset } není totiž její podmnožinou.
Vypadá to tedy, že ordinály se nápadně shodují s tím, co v teorii množin rozumíme pod pojmem přirozená čísla – podrobnosti lze najít zde. Opravdu je to tak – přirozená čísla jsou konečné ordinály.
Na něco takového by ale rozhodně nebyla třeba tak nepřehledná a na první pohled nesrozumitelná definice – otázka tedy zní, zda existují i další ordinály.
Podívejme se například na množinu všech přirozených čísel:
{\displaystyle \omega =\{0,1,2,3,...\}\,\!}
Tato množina je dobře uspořádaná (vždycky najdu nejmenší prvek) a každý její prvek je i její podmnožinou – to je dáno tím, jak jsme nadefinovali jednotlivá čísla. To znamená, že množina všech přirozených čísel je ordinál a přitom rozhodně není konečná – získáváme první nekonečný ordinál.
Aby toho nebylo málo, můžeme v konstrukci ordinálů pokračovat:
označme {\displaystyle \omega \mathrm {+1} =\omega \cup \{\omega \}=\{0,1,2,...,\omega \}} – a máme opět ordinál (obsahuje jako prvky všechna přirozená čísla a navrch ještě jeden prvek – samotnou množinu přirozených čísel).
Stejným způsobem můžeme pokračovat v konstrukci dalších nekonečných ordinálů:
{\displaystyle \omega \mathrm {+2} ,\,\omega \mathrm {+3} ,\,...,\,\omega \mathrm {+} \omega ,\,\omega \mathrm {+} \omega \mathrm {+1} ,\,...,\,\omega \mathrm {+} \omega \mathrm {+} \omega ,\,...\,\!}

### Struktura ordinálů
Na každé konečné množině existuje (až na izomorfismus) jediné dobré uspořádání, a proto jsou konečnými ordinály právě přirozená čísla. V axiomatické teorii množin platí např. {\displaystyle 3=\{0,1,2\}}. Ovšem pro konečné i nekonečné ordinály platí, že
- Pokud {\displaystyle \alpha \not =\beta }, pak {\displaystyle \alpha \in \beta } (pak píšeme {\displaystyle \alpha <\beta }) nebo {\displaystyle \alpha \ni \beta } ({\displaystyle \alpha >\beta }). Třída všech ordinálů je tedy lineárně uspořádána.
- Každý ordinál obsahuje právě všechny menší ordinály (a nic jiného).
- Ke každému ordinálu {\displaystyle \alpha } existuje jeho následník {\displaystyle \alpha \cup \{\alpha \}} značený často {\displaystyle \alpha +1}.
- Je-li {\displaystyle A\subset O_{n}} jakákoli množina ordinálů, je její sjednocení {\displaystyle \cup A} také ordinálním číslem, často zvané „supremum“, neboť je skutečně supremem ve smyslu částečného uspořádání {\displaystyle \alpha \in \beta }.

## Ordinální aritmetika
Ordinály tedy tvoří nekonečnou posloupnost, která je „mnohem nekonečnější“ než přirozená čísla, ale v mnohém se jim podobá. Stejně jako na přirozených číslech, jsou i na ordinálech definovány základní aritmetické operace, jako je sčítání, odčítání, násobení, mocnění a podobně. Na přirozených číslech se ordinální +, − a · shoduje s běžným sčítáním, odčítáním a násobením.
Zajímavější to začíná být ve chvíli, kdy se pokouším sčítat nekonečná čísla s konečnými – platí například, že
{\displaystyle 1\;+\;\omega =\omega <\omega \mathrm {+1} ,\,\!}
{\displaystyle \omega =2\;\cdot \;\omega <\omega \mathrm {+} \omega =\omega \;\cdot \;2.\,\!}

Podrobnosti lze najít v samostatném článku Ordinální aritmetika.

## Proč se zabývat ordinálními čísly
Podle poměrně snadno dokazatelné věty je každá dobře uspořádaná množina izomorfní s některým ordinálem. To znamená, že má v podstatě stejnou strukturu, jako některý ordinál – Georg Cantor ostatně původně definoval ordinály ve svém intuitivním pojetí teorie množin jako „typy všech dobře uspořádaných množin“.
Pokud by se mi každou myslitelnou množinu podařilo dobře uspořádat, tak jí mohu následně přiřadit některý ordinál, který je jí (z hlediska izomorfismu) „velice podobný“ – ordinály by tvořily jakousi páteř celé teorie množin a zkoumání vztahů mezi množinami bych mohl v podstatě omezit na ordinály a množiny, které z nich vzniknou běžnými množinovými operacemi.
Na otázku, zda lze každou množinu dobře uspořádat, odpovídá kladně axiom výběru (resp. tvrzení známé jako princip dobrého uspořádání, který je s tímto axiomem ekvivalentní) – pokud ho přijmu, stává se ze světa teorie množin něco velice přehledného, pokud ho odmítnu, zůstávají v tomto světě „temné kouty“, ve kterých mohou, ale nemusí, existovat ošklivé množiny, které nelze dobře uspořádat a nemají tedy s ordinály vůbec nic společného.

## Ordinály a kardinály
Mezi ordinály existují zvláštní případy – ordinály, které nemohu vzájemně jednoznačně zobrazit na žádný menší ordinál. Těmto ordinálům se říká kardinální čísla nebo také kardinály.

Kardinály mají svoji vlastní kardinální aritmetiku a podrobnosti o nich lze najít v samostatném článku.
Zde jenom podotkněme, že:
- každý konečný ordinál je kardinál
- množina všech přirozených čísel {\displaystyle \omega _{0}\,\!} je kardinál (nejmenší nekonečný)
- existuje nekonečně mnoho nekonečných kardinálů